# Sarral
Sarral é um município da Espanha na comarca de Conca de Barberà, província de Tarragona, comunidade autónoma da Catalunha. Tem 52,4 km² de área e em 2021 tinha 1 549 habitantes (densidade: 29,6 hab./km²).

## Demografia
| Variação demográfica do município entre 1991 e 2004 | Variação demográfica do município entre 1991 e 2004 | Variação demográfica do município entre 1991 e 2004 | Variação demográfica do município entre 1991 e 2004 |
| --------------------------------------------------- | --------------------------------------------------- | --------------------------------------------------- | --------------------------------------------------- |
| 1991                                                | 1996                                                | 2001                                                | 2004                                                |
| 1361                                                | 1413                                                | 1415                                                | 1492                                                |